# Opposites
Opposites è il sesto album in studio del gruppo alternative rock Biffy Clyro.

## L'album
Composto da due dischi, intitolati rispettivamente The Sand at the Core of Our Bones e The Land at the End of Our Toes, è un album che dà spazio alla sperimentazione, infatti tra le tracce emergono un'orchestra mariachi (Spanish radio),una cornamusa (Stingin' belle), l'uso dell'elettronica (Skylight). Opposites è il primo album dei Biffy Clyro ad aver raggiunto il primo posto nella classifica UK.
Il primo brano estratto dall'album ad essere pubblicato è stato Stingin' Belle, singolo promozionale accompagnato da un video che mostra la band negli studi di registrazione di Santa Monica e durante la loro performance al Festival dell'Isola di Wight del 2012. L'album è stato pubblicato il 29 gennaio 2013 in Italia. La notte del 23 ottobre 2012 la band, ospite a BBC Radio 1, ha presentato per la prima volta Sounds Like Balloons nella versione registrata in studio. Il 12 dicembre 2012 viene pubblicato il primo video ufficiale di Black Chandelier, brano scelto come primo singolo e pubblicato il 14 gennaio 2013. Dall'album è stato estratto come secondo singolo Biblical, pubblicato il 1º aprile 2013. Il terzo singolo, Opposite, è uscito il 24 giugno 2013, seguito dal quarto singolo Victory Over the Sun, pubblicato ufficialmente l'8 settembre 2013.

## Tracce
The Sand at the Core of Our Bones
1. Different People
2. Black Chandelier
3. Sounds Like Balloons
4. Opposite
5. The Joke's on Us
6. Biblical
7. A Girl and His Cat
8. The Fog
9. Little Hospitals
10. The Thaw

The Land at the End of Our Toes
1. Stingin' Belle
2. Modern Magic Formula
3. Spanish Radio
4. Victory Over the Sun
5. Pocket
6. Trumpet or Tap
7. Skylight
8. Accident Without Emergency
9. Woo Woo
10. Picture a Knife Fight